# Вагнер, Зигфрид
Зигфрид Вагнер (нем. Siegfried Helferich Richard Wagner; 6 июня 1869, Трибшен под Люцерном — 4 августа 1930, Байройт) — немецкий дирижёр и композитор.
Сын композитора Рихарда Вагнера и его второй супруги Козимы, внук Ференца Листа. В 1908—1930 годах был руководителем вагнеровского фестиваля в Байройте.

## Биография
Зигфрид Вагнер был третьим ребёнком Рихарда Вагнера и Козимы, дочери Ференца Листа. Первоначально он планировал стать архитектором, но потом обратился к музыке — как считается, не в последнюю очередь благодаря своему любовнику, композитору и пианисту Клементу Харрису, с которым он познакомился в 1892 году и отправился в кругосветное путешествие на яхте отца Харриса, побывав в Гонконге, Сингапуре и других экзотических местах (в 1923 году Вагнер посвятил памяти рано погибшего Харриса симфоническую поэму «Счастье»). К учителям Вагнера принадлежали Энгельберт Хумпердинк, Феликс Мотль, Генрих Штейн. Дирижёрский дебют Зигфрида Вагнера состоялся в 1893 году.
В 1906 году Козима Вагнер передала сыну руководство Байройтским фестивалем (официально он занял руководящий пост в 1908 г.). Зигфрид Вагнер проявил себя как талантливый администратор, дирижёр и режиссёр. Так, в 1911 г. он широко применил возможности освещения в постановке «Парсифаля» и осуществил новую постановку «Нюрнбергских мейстерзингеров».
В 1914 году он поставил «Летучего голландца», в 1927 г. — «Тристана и Изольду», в 1930 г. — «Тангейзера». В 1923 г. Зигфрид предпринял концертное турне по Америке с целью собрать средства для фестиваля 1924 г., первого после войны.
В 1930 г. Зигфрид Вагнер скончался от инфаркта, случившегося во время репетиции. Его сыновья Виланд (1917—1966) и Вольфганг (1919—2010) руководили Байройтским фестивалем после Второй мировой войны.

## Композиции
Зигфрид Вагнер был автором 17 опер на сказочные сюжеты (либретто к которым, по примеру отца, писал сам), а также инструментальных сочинений. Его опера «Бездельник» пользовалась большим успехом: она была поставлена, в частности, в Венской придворной опере под руководством Густава Малера. Но в целом творчество Зигфрида Вагнера остаётся мало известным за пределами Германии.

### Избранные произведения
Инструментальная музыка
- «Тоска́» (нем. Sehnsucht), симфоническая поэма по Ф. Шиллеру, до 1895
- Концертштюк для флейты и малого оркестра, 1913
- Концерт для скрипки с оркестром, 1916
- «Счастье» (нем. Glück), симфоническая поэма, 1923
- Симфония до мажор, 1925—1927

Оперы
- Бездельник (нем. Der Bärenhäuter), 1896—1898, премьера — 1899
- Кобольд (нем. Der Kobold), 1903, премьера — 1904
- Повеление звёзд (нем. Sternengebot), 1906, премьера — 1908
- Проклятый Дитрих (нем. Banadietrich), 1907—1909, премьера — 1910
- Царство чёрных лебедей (нем. Schwarzschwanenreich), 1909—1910, премьера — 1918
- Король язычников (нем. Der Heidenkönig), 1913, премьера — 1933
- Ангел мира (нем. Der Friedensengel), 1913—1914, премьера — 1926
- Кузнец из Мариенбурга (нем. Der Schmied von Marienburg), 1919—1920, премьера — 1923
- Райнульф и Аделазия (нем. Rainulf und Adelasia), 1921—1922, премьера — 1923
- Священная липа (нем. Die heilige Linde), 1922—1927, премьера (исполнялся только пролог) — 1924